# Der Marabu

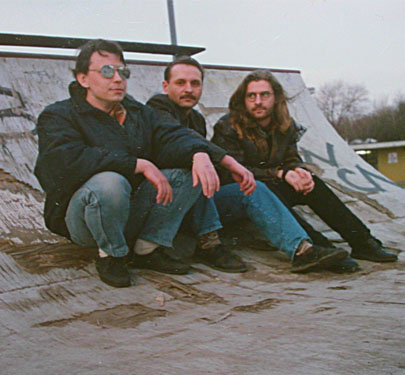
Hudební skupina Der Marabu v roce 1992 (Josef Škoda, Vladimír Hirsch a Michal Kureš (zleva doprava)

Der Marabu (původně pouze "Marabu") je česká experimentální post-punková skupina, aktivní v letech 1986–1996.

## Historie skupiny
Experimentální post-punková skupinu Marabu byla založena v roce 1986 klávesistou Vladimírem Hirschem, baskytaristou Tomášem Hadravou a bubeníkem Josefem Škodou. Po doplnění o kytaristu Janisem Georgiu a zpěváka Samíra Hausera (později Čínská čtvrť, Vanessa aj.) kompletuje soubor koncertní program, s nímž pravidelně vystupuje na pódiích tehdejší pražské nezávislé scény. Aktivita tohoto seskupení trvá až do jara 1989 (jediným zaznamenaným výsledkem tohoto období je kazeta "Marabu I."), kdy se v důsledku emigrace některých členů rozchází, aby byla znovu sestavena Vladimírem Hirschem v polovině roku 1990, kdy pozměnila název na Der Marabu a současně i sestavu (Vladimír Hirsch – klávesy, sampler, bas, zpěv, Josef Škoda – bicí a Michael Kureš – kytara). V tomto složení začínají Der Marabu hledat vlastní alternativu projevu s prvky soudobé vážné hudby a deklarují se coby „dark-coreová“ kapela. V roce 1991 nahrávají album "1991 & Dead Music" a na přelomu roku 1993 a 1994 vrcholí aktivita tohoto složení albem "Cruci-Fiction". Po dvou letech, poznamenaných mnoha personálními změnami završuje definitivně skupina svou existenci albem "All Of Us Will Fall Away" a několika jeho koncertními provedeními, posledním na sklonku roku 1996. Z jádra souboru se mezitím postupně (od konce roku 1995) zformoval nový, martial-industriální soubor Skrol (Vladimír Hirsch, Martina Sanollová, Tom Saivon). Jediným členem, který ve skupině působil po celou dobu existence byl její lídr Vladimír Hirsch.

## Obsazení
- Vladimír Hirsch (1986–1996) – klávesové nástroje, zpěv, autor hudby, texty
- Josef Škoda (1986–1995) – bicí nástroje, autor hudby
- Michael Kureš (1990–94) – kytara
- Iannis Georgiu – kytara (1986–89)
- Tomáš Hadrava (1986–89) – baskytara
- Samír Hauser (1987–89) – zpěv
- Martina Sanollová (1994–96) – zpěv, texty
- Pavel Navratovič (1994–96) – bicí nástroje
- Karel Janků (1994–96) – baskytara
- Miroslav Ondrýsek (1994–96) – kytara
- Tom Saivon (1994–1996) – manažer, texty

## Diskografie
- Marabu I (kazeta, 1988)
- 1991 & Dead Music (kazeta – D.M.Recordings 1992, reedice CDr – CatchArrow Recordings, 1997)
- Cruci-Fiction In Space (CD - CatchArrow Recordings, 1994)
- All Of Us Will Fall Away (CDr – CatchArrow Recordings, 1996)[3]